# Your Love Is My Drug
Your Love Is My Drug ist ein Lied der US-amerikanischen Sängerin und Songwriterin Kesha von ihrem Debütalbum Animal. Es wurde als dritte Single des Albums am 14. Mai 2010 veröffentlicht. Das Lied wurde von Kesha, Pebe Sebert und Ammo geschrieben, die das Lied mit Dr. Luke und Benny Blanco koproduzierten. Die erste Arbeit an "Your Love Is My Drug" fand während eines Fluges statt. Kesha sagte, dass das Lied eine sorgenfreie Botschaft habe und nicht allzu ernst zu nehmen sei.
Seit die Single veröffentlicht worden ist, erreichte sie die Top-5 in Australien und den Vereinigten Staaten sowie die Top-10 in Kanada. Sie verkaufte sich allein in den Vereinigten Staaten mehr als zwei Millionen Mal.

## Schreiben des Liedes und Inspiration
"Your Love Is My Drug" wurde von Kesha zusammen mit ihrer Mutter Pebe Sebert und Joshua Coleman geschrieben. Das Lied wurde von Dr. Luke, Benny Blanco und Ammo produziert. In einem Interview mit MTV sagte Kesha, dass das Lied in einem Flugzeug geschrieben wurde ("written on an airplane, in like 10 minutes") und dass das Lied eine sorglose Botschaft hat; es ist dumm und lustig ("stupid and fun") und nicht zu ernst zu nehmen. Als sie zur letzten Zeile im Lied gefragt wurde ("I like your beard") und wie diese entstand, erklärte Kesha: „Ich stand schon immer auf bärtige Typen. Hallo, ich komme aus Nashville, ich bin unter Hillbillies aufgewachsen ... Der Redneck-Look ist gerade jetzt heiß und das ist großartig für mich. Ich bin über Typen hinweg, die auszusehen versuchen, als wären sie in Boygroups.“ ("I've always been into bearded dudes. Hello, I'm from Nashville, I'm into hillbillies[...] the redneck look is hot right now, and that's great for me. I'm over dudes trying to look like they're in boy bands.").

## Komposition
„Your Love Is My Drug“ ist ein Lied im mittleren Tempo und eine Mischung zwischen den Electropop- und Dancepop-Genres. Das Lied kombiniert starke Auto-Tune-Effekte, die von starkem Electronic backdrop überlagert werden. Sara Anderson vom AOL Radio nannte das Lied ein „Bubblegum-Lied“, das Elemente des Glam Rock der 1980er Jahre, mit „Keshas typischer Auto-Tune-Stimme und gelegentlichen schwatzhaften Improvisationen“ ("Keshas signature auto-tuned vocals and casual chatty ad-libs") vereint. Gemäß dem Notenblatt, das bei Musicnotes veröffentlicht wurde, ist das Lied im 4/4-Takt geschrieben mit einer mittleren Rate von 120 beats per minute. Das Lied ist in der Tonart Fis-Dur komponiert und Keshas Stimmlage im Lied reicht von der Note Cis4 bis zur Note Cis5.

## Rezeption
Fraser McAlpine von der britischen Rundfunkanstalt BBC lobte das Lied und Kesha dafür, dass sie ihren Weg durch einen starken Poprefrain gefunden hat, und gab der Single vier von fünf Sternen. McAlpine bemerkte, dass ein Nachweis von Auswahl an diesem Punkt willkommen sei, weil es eine völlig andere Seite von ihr zeige, die man nie kennengelernt hätte, wenn man nur den Singles zugehört hätte ("some evidence of range would be welcomed at this point,[...] [since] there's a whole other side to her that you'd never know if you just listened to the singles"). Er setzt die Besprechung fort, um abschließend zu urteilen: „Obwohl ihr Auftritt zu viel von ihren schlechten Angewohnheiten enthüllt, hat sie dennoch eine Art mystische Wolke um sich selbst kreiert“ ("even though her 'act' is to be far too revealing about her dirty habits, she has still managed to create something of a mystique cloud around herself").
Monica Herrera vom Billboard-Magazin war beeindruckt von dem Lied und nannte es glücksselig ("blissful"). Sie fuhr mit ihrem Kompliment für den starken Refrain fort, der die Fähigkeit habe, „beim Zuhörer für Tage im Ohr zu bleiben“ ("stick with the listener for days").
Sara Anderson von AOL Radio nannte das Lied einen spielerischen Ausschnitt einer Liebesobsession eines Teenagers ("a playful take on a teen love obsession"), lobte Keshas kennzeichnende Auto-Tune Stimme und zufällige schwatzhaften Improvisationen ("Kesha's signature auto-tuned vocals and casual chatty ad-libs"). Anderson kommentierte den Refrain des Liedes und nannte ihn einen modernen, von Cyndi Lauper beeinflussten, Refrain ("a modern Cyndi Lauper-inspired chorus").
Bill Lamb von About.com begegnete dem Lied mit gemischten Gefühlen. Lamb war äußerst beeindruckt von der gängigen Hookline ("catchy hook") des Liedes und dem peppigen, positiven Text ("upbeat, positive lyrics"), kritisierte aber den Refrain für seine Vorhersehbarkeit ("predictab[ility]") und die geschmacklosen Elektropophintergrundmusik ("cheesy electro-pop backing"). Er setzte die Rezension fort, indem er feststellte: „Ich wollte mich von den Lautsprechern zurückziehen und ihr mitteilen, die Lautstärke zurückzuschrauben, wenn sie anfängt zu singen: "Your love, your love, your love is my drug"“. ("I want to back away from the speakers and tell her to tone it down" when she starts singing "Your love, your love, your love is my drug").
Robert Copsey von Digital Spy gab dem Lied vier von fünf Sternen. Er kommentierte das Lied folgendermaßen: "Obwohl sie den Text in einem ihrer „üblichen Sprechgsangsart“ ("usual speak-sing fashion") singe, klinge der Refrain „erfreulich unwiderstehlich“" ("joyously irresistible"). Er bezeichnete das Lied als ein tanzbares Bubblegum-Elektro-Lied ("bubblegum electro stomper"), ergänzte jedoch, dass das Lied nicht den „Neuheitswert“ ("novelty value") ihrer früheren Singles habe.

## Musikvideo

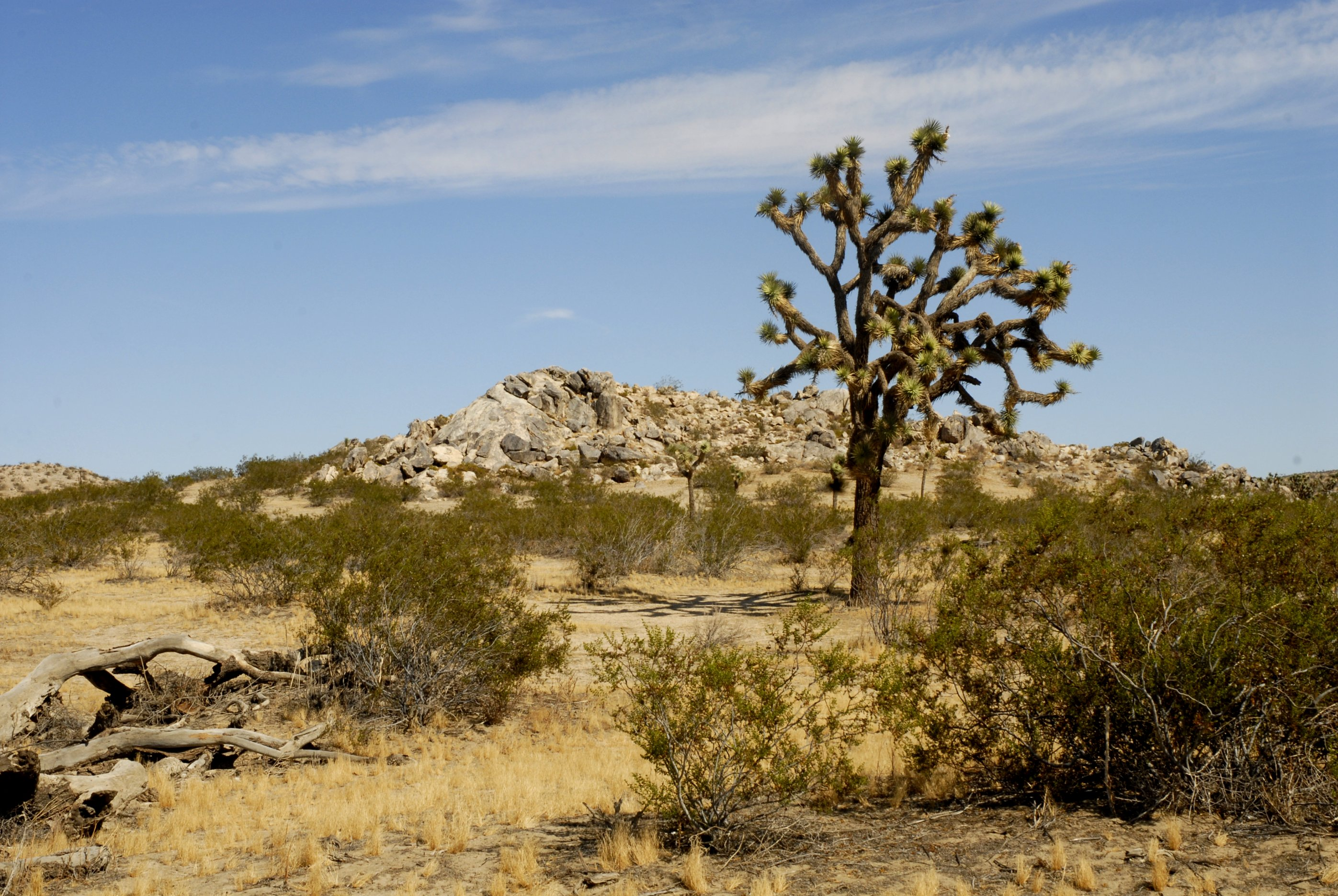
In dieser Wüste bei Lancaster in Kalifornien wurde das Musikvideo gedreht.

### Hintergrund
Beim Musikvideo für das Lied führte Honey Regie. Es wurde am 6. und 7. April 2010 in der Wüste bei Lancaster in Kalifornien gedreht. Seine Premiere hatte es am 13. Mai 2010 um 12:01 Uhr auf Vevo. Kesha beschrieb das Konzept hinter dem Video in einem Interview: „Ich wollte es wie einen psychedelischen Ausflug des Gemüts, vergleichbar damit, als wenn man so ekelhaft in jemanden verliebt ist, dass man den Kopf verliert.“ ("I wanted it to be like a psychedelic trip of the mind, comparable with being so disgustingly in love with someone that you lose your head.") Sie ließ auch einen tierischen Aspekt in das Video einbauen, was sie damit erklärte, dass sie „eine große Tierfreundin“ ("a huge animal lover") sei. Kesha beschrieb ausführlich ihre Erfahrungen: „Ich ritt auch einen Elefant – nichts Großartiges! und, ähm, ich tanze um eine Höhle mit schwarzweißer Körperfarbe und einer Python. Ich war in einer Höhle in der Wüste, und es war wirklich lustig.“ ("I also ride an elephant — no big deal! — and, um, I dance around a cave with black-light body paint and a python. I was in a cave, in the desert, and it was really fun.") Als sie über die Inspiration für das Video gefragt wurde, antwortete sie: „Dieses Video wurde durch den Beatles-Spielfilm Yellow Submarine inspiriert, der Aspekt der Animation. Es gibt darin auch ein bisschen von [diesem]“ ("This video was inspired by the Beatles' Yellow Submarine movie, the animation aspect. There's a little bit of [that] in there too").

### Handlung
Das Video beginnt damit, dass Kesha neben dem Gegenstand ihrer Liebe aufwacht; sie schickt sich dann an davonzulaufen, während sie von einem Mann gejagt wird. Kesha geht durch die Wüste, während Splitszenen von ihr gezeigt werden, wo sie einen Elefanten reitet und eine Tigermaske trägt, während sie im Sand herumkriecht. Sie werden später singend auf einem Boot gesehen, während sie vorgeben zu rudern und animiertes Wasser hinzugefügt wird.
Dann wird zu einer voll animierten Szene geschnitten, in der Kesha als Meerjungfrau dargestellt ist. Die Meerjungfrau und der Mann tauschen ein Kuss aus; das Video springt dann zu einer Szene auf einer felsigen Hügelkette, wo Kesha im Sand herumläuft, während der Mann über ihr auf einem Felsen steht. Das Video schneidet dann zu einer anderen Szene, wo Kesha mit Glut auf der dunklen Körperfarbe bedeckt ist, während sie mit einer Python um ihren Hals um eine Höhle herumtanzt. Das Video endet damit, dass Kesha und ihr Liebhaber um ein Lagerfeuer herumsitzen, während sie immer noch in der Wüste sind.

### Rezeption
James Montgomery von MTV sagte, dass "Your Love Is My Drug" eine „überaus gängige Popmelodie“ ("supremely catchy pop tune") und dass das Video die „vollkommen glücklichmachende Begleitung dazu“ ("the perfectly blissed-out accompaniment.") wäre. Montgomery scheltete das Video dafür, dass es „keinen Sinn ergibt“ ("not making much sense"), aber er merkte an, „das macht kaum etwas“ ("that hardly matters"), da „Kesha über eine perfekte Formel für Poperfolg gestolpert ist: Denk nicht zu groß oder zu viel. Manchmal ist der Ritt auf einem Elefanten nur der Ritt auf einem Elefanten“ ("Kesha has stumbled on a perfect formula for pop success: Don't think too big, or too much. Sometimes an elephant ride is just an elephant ride"). Seine Schlussfolgerung zum Video und Kesha selbst war: „Es ist viel schwerer als man denkt, so etwas so leicht aussehen zu lassen. Wie ich bereits sagte, man kann Kesha viele Dinge vorwerfen – aber sage niemals, dass sie nicht clever ist.“ ("It’s a lot harder than you’d think to make something seem this effortless. Like I said, you can accuse Kesha of many things — but don't ever say she's not smart.")

## Auftritte
Das Lied wurde am 17. April 2010 auf Saturday Night Live dargeboten. Während des Auftritts wurde Kesha mit einem Make-Up in der Art von Tribals bedeckt und führte das Lied in der Dunkelheit im Schwarzlicht auf, so dass das Makeup im Dunkeln leuchtete. Am 29. Mai 2010 präsentierte Kesha „Your Love Is My Drug“ zusammen mit „Tik Tok“ bei den MTV Video Music Awards Japan. Sie trug das Lied auch in einer Aufführung für BBC Radio 1's Big Weekend vor. Am 13. August 2010 sang Kesha „Your Love Is My Drug“ in NBCs Today Show.

## Mitwirkende
- Songwriting – Kesha Sebert, Pebe Serbert, Joshua Coleman
- Produktion – Dr. Luke, Benny Blanco, Ammo
- Instrumente und Programmierung – Dr. Luke, Benny Blanco, Ammo
- Stimmbearbeitung – Emily Wright
- Aufnahme – Vanessa Silberman, Megan Dennis, Becky Scott
- Engineering – Emily Wright, Matt Beckley

## Kommerzieller Erfolg

### Chartplatzierungen
Im Januar 2010 erreichte das Lied aufgrund von starken Download-Verkäufen in Kanada, den Vereinigten Staaten und dem Vereinigten Königreich einen Platz in den Charts und gab sein Debüt auf Nummer 48, 27, bzw. 63. In den Vereinigten Staaten war das Lied in den Charts, bevor es herausfiel und dann auf Platz 92 in der Woche des 3. April 2010 wieder einstieg. Nach Wochen ständig steigender Chartplatzierungen erreichte die Single als beste Platzierung den vierten Platz, auf dem sie sich zwei Wochen hielt. Kesha hatte dadurch den dritten Top-Ten-Hit in den USA. Am 9. Juni 2010 erreichte "Your Love Is My Drug" die Spitzenposition in den Billboard Pop-Charts. Dadurch wurde Kesha zur fünften Künstlerin seit dem Jahr 2000 und zur drittem Künstlerin innerhalb der beiden vorausgegangenen Jahre, die zwei Nummer-eins-Hits durch Singles ihres Debütalbums hatte. "Your Love Is My Drug" erreichte auch Platz 1 der Billboard Hot Dance Club Songs, wo es sich eine Woche hielt.
Das Lied stieg auf Platz 63 der britischen Singlecharts ein und fiel in der darauffolgenden Woche wieder heraus. Die Single stieg in der Woche des 16. Mai 2010 auf Platz 60 wieder ein. Nach vier Wochen stetigen Anstiegs erreichte sie am 19. Juni 2010 Platz 13. "Your Love Is My Drug" blieb länger in den UK Top 20 als der höherplatzierte Vorgänger „Blah Blah Blah“. In Neuseeland debütierte das Lied auf Platz 29 und stieg bis zum 17. Mai 2010 auf Platz 15. Die Single stieg in die ARIA Charts auf Platz 25 ein, in der folgenden Woche stieg sie dann auf Platz 17. Bis zum 6. Juni 2010 hatte das Lied Platz 3 erreicht.
| ChartsChartplatzierungen       | Höchstplatzierung | Wochen |
| ------------------------------ | ----------------- | ------ |
| Deutschland (GfK)              | 19 (10 Wo.)       | 10     |
| Österreich (Ö3)                | 12 (10 Wo.)       | 10     |
| Schweiz (IFPI)                 | 34 (9 Wo.)        | 9      |
| Vereinigte Staaten (Billboard) | 4 (28 Wo.)        | 28     |
| Vereinigtes Königreich (OCC)   | 13 (7 Wo.)        | 7      |

| ChartsJahrescharts (2010)      | Platzierung |
| ------------------------------ | ----------- |
| Vereinigte Staaten (Billboard) | 28          |

### Auszeichnungen für Musikverkäufe
Das Lied erhielt 5-mal Platin von der Recording Industry Association of America (RIAA) für den Verkauf von 2.000.000 Einheiten. Von der Australian Recording Industry Association (ARIA) wurde die Single für den Verkauf von 210.000 Einheiten mit Dreifachplatin ausgezeichnet.
| Land/Region                  | Auszeichnungen für Musikverkäufe (Land/Region, Auszeichnung, Verkäufe) | Verkäufe  |
| ---------------------------- | ---------------------------------------------------------------------- | --------- |
| Australien (ARIA)            | 3× Platin                                                              | 210.000   |
| Neuseeland (RMNZ)            | Gold                                                                   | 7.500     |
| Schweden (IFPI)              | Gold                                                                   | 20.000    |
| Südkorea (KMCA)              | —                                                                      | 193.471   |
| Vereinigte Staaten (RIAA)    | 5× Platin                                                              | 5.000.000 |
| Vereinigtes Königreich (BPI) | Gold                                                                   | 400.000   |
| Insgesamt                    | 3× Gold · 8× Platin ·                                                  | 5.830.971 |

Hauptartikel: Kesha/Auszeichnungen für Musikverkäufe